# Libgart Schwarz
Libgart Schwarz (* 25. Jänner 1941 in Sankt Veit an der Glan, Kärnten) ist eine österreichische Schauspielerin.

## Leben
Libgart Schwarz begann mit einer Schauspielausbildung am Max-Reinhardt-Seminar in Wien in den 1960er Jahren. 1965 lernte sie Peter Handke kennen. Das Paar heiratete 1967. Der Ehe entstammt die Tochter Amina (* 1969). Die Ehepartner trennten sich 1974 – die Tochter blieb vorwiegend beim Vater. Die Scheidung folgte 1994.
In die erste Liga der Theaterschauspieler stieg sie auf, als Peter Stein sie 1976 an die Schaubühne am Halleschen Ufer engagierte. Vor allem die Inszenierungen mit Peter Stein und dem weiteren Regiestar der damaligen Schaubühne, Luc Bondy, brachten ihr die größten Erfolge. Auch nach dem Weggang von Stein blieb sie an der Schaubühne. Wichtigste Regisseurin in den 1990er Jahren wurde für sie Andrea Breth. Nach deren Abschied von der Schaubühne verließ auch Libgart Schwarz Berlin und ging ans Wiener Burgtheater, wo sie zum Ensemble gehörte.
Für Film und Fernsehen stand Libgart Schwarz nur selten zur Verfügung. 1970 spielte sie in Summer in the City von Wim Wenders die weibliche Hauptrolle. Wenders engagierte sie für die Peter-Handke-Verfilmung des Romans Die Angst des Tormanns beim Elfmeter 1972 erneut. Die weiteren Filmarbeiten waren dann meist verfilmte Theaterarbeiten. 1991 stand sie dann für Werner Schroeter in dessen Ingeborg-Bachmann-Verfilmung des Romans Malina an der Seite von Isabelle Huppert und Mathieu Carrière vor der Kamera. 2009 spielte sie Josefine Stolz in Live is Life – Die Spätzünder.
2001 wurde sie für die beste Nebenrolle für den Nestroy-Theaterpreis nominiert. Einige Jahre war Schwarz mit dem Literaturwissenschaftler Burghard Damerau (1961–2002) in Berlin liiert, dessen Gedichte sie mehrfach vortrug.

## Filmografie
- 1970: Summer in the City
- 1972: Die Angst des Tormanns beim Elfmeter
- 1981: Die Ortliebschen Frauen
- 1984: Klassenverhältnisse
- 1991: Malina
- 1992: Die Antigone des Sophokles nach der Hölderlinschen Übertragung für die Bühne bearbeitet von Brecht
- 1994: Blick aus dem Fenster
- 2002: Taxi für eine Leiche
- 2004: Familie auf Bestellung (als Alexanders Mutter)
- 2010: Die Spätzünder
- 2011: Braunschlag (Fernsehserie)

## Hörspiele (Auswahl)
- 1980: Donald Barthelme: Das Konservatorium – Regie: George Tabori (HR/NDR/SDR)
- 2002: Elias Canetti: Die Blendung (2 Teile) – Regie: Robert Matejka (DLR Berlin/BR/ORF)
- 2010: Händl Klaus: Marderin im Dirndl – Regie: Erik Altorfer (DRS2)
- 2012: Ivana Sajko: Das sind nicht wir, das ist nur Glas – Regie: Erik Altorfer (WDR)
- 2021: Ágota Kristóf: Das große Heft – Regie: Erik Altorfer (DLF/HR/SRF)

## Auszeichnungen
- 1975 – Schauspielerin des Jahres der Zeitschrift Theater heute
- 1990 – das Verdienstkreuz 1. Klasse der Bundesrepublik Deutschland